# Cantón de Mulhouse-Sur
El cantón de Mulhouse-Sur era una división administrativa francesa, que estaba situada en el departamento de Alto Rin y la región de Alsacia.

## Composición
El cantón estaba formado por ocho comunas, más la fracción sur de la comuna que le daba su nombre:
- Bruebach
- Brunstatt
- Didenheim
- Flaxlanden
- Galfingue
- Heimsbrunn
- Morschwiller-le-Bas
- Mulhouse (fracción sur)
- Zillisheim

## Supresión del cantón de Mulhouse-Sur
En aplicación del Decreto nº 2014-207 de 21 de febrero de 2014, el cantón de Mulhouse-Sur fue suprimido el 22 de marzo de 2015 y sus 9 comunas pasaron a formar parte; cinco del nuevo cantón de Brunstatt, tres del nuevo cantón de Kingersheim y la fracción de la comuna que le da su nombre, se unió con las demás fracciones para que, por medio de una reestructuración cantonal, fueran creados los nuevos cantones de Mulhouse-1, Mulhouse-2 y Mulhouse-3.